# Inline-Speedskating-Weltmeisterschaften 2012
Die Inline-Speedskating-Weltmeisterschaften fanden vom 8. bis 15. September im italienischen Ascoli Piceno und San Benedetto del Tronto statt.
Die erfolgreichsten Teilnehmer waren Francesca Lollobrigida bei den Frauen und Bart Swings bei den Männern.

## Frauen
| Distanz              | Gold                                                    | Silber                                                        | Bronze                                                       |
| Bahn                 | Bahn                                                    | Bahn                                                          | Bahn                                                         |
| -------------------- | ------------------------------------------------------- | ------------------------------------------------------------- | ------------------------------------------------------------ |
| 300 m Einzelsprint   | So Yeong Shin                                           | Giulia Bongiorno                                              | Yi Seul An                                                   |
| 500 m Sprint         | Yi Seul An                                              | Erika Zanetti                                                 | Giulia Bongiorno                                             |
| 1000 m Sprint        | Guo Dan                                                 | Ho Chen Yang                                                  | Francesca Lollobrigida                                       |
| 10000 m Punkte-Auss. | Francesca Lollobrigida                                  | Ho Chen Yang                                                  | Hyo Sook Woo                                                 |
| 15000 m Ausscheidung | Kelly Martinez                                          | Francesca Lollobrigida                                        | Carolina Upegui                                              |
| 3000 m Staffel       | Kolumbien Kelly Martinez Paola Segura Luisa Agudelo     | Deutschland Sabine Berg Jana Gegner Mareike Thum              | Italien Giulia Bongiorno Roberta Casu Francesca Lollobrigida |
| Straße               |                                                         |                                                               |                                                              |
| 200 m Einzelsprint   | Victoria Rodriguez Lopez                                | Maria Jose Moya                                               | Giulia Bongiorno                                             |
| 500 m Sprint         | Erika Zanetti                                           | Manon Kamminga                                                | Erin Jackson                                                 |
| 10000 m Punkte       | Francesca Lollobrigida                                  | Ho Chen Yang                                                  | Manon Kamminga                                               |
| 20000 m Ausscheidung | Carolina Upegui                                         | Francesca Lollobrigida                                        | Kelly Martinez                                               |
| 5000 m Staffel       | Niederlande Manon Kamminga Elma de Vries Irene Schouten | Italien Giulia Bongiorno Erika Zanetti Francesca Lollobrigida | Taiwan Meng Chu Li Ho Chen Yang Fu Jen Liu                   |
| Langstrecke          |                                                         |                                                               |                                                              |
| 42195 m Marathon     | Cecilia Baena                                           | Elizabeth Arnedo                                              | Yaqueline Arias Maira                                        |

## Männer
| Distanz              | Gold                                                 | Silber                                                      | Bronze                                                            |
| Bahn                 | Bahn                                                 | Bahn                                                        | Bahn                                                              |
| -------------------- | ---------------------------------------------------- | ----------------------------------------------------------- | ----------------------------------------------------------------- |
| 300 m Einzelsprint   | Pedro Causil                                         | Ioseba Fernandez                                            | Emanuelle Silva                                                   |
| 500 m Sprint         | Andres Muñoz                                         | Pedro Causil                                                | Gwendal Lepivert                                                  |
| 1000 m Sprint        | Peter Michael                                        | Pedro Causil                                                | Alexis Contin                                                     |
| 10000 m Punkte-Auss. | Fabio Francolini                                     | Bart Swings                                                 | Peter Michael                                                     |
| 15000 m Ausscheidung | Peter Michael                                        | Fabio Francolini                                            | Bart Swings                                                       |
| 3000 m Staffel       | Kolumbien Andres Muñoz Pedro Causil Carlos Pérez     | Taiwan Jia Jung Lin Wei Lin Lo Yan Cheng Chen               | Argentinien Guillermo Servian Ezequiel Capellano Juan Cruz Araldi |
| Straße               |                                                      |                                                             |                                                                   |
| 200 m Einzelsprint   | Ioseba Fernandez                                     | Pedro Causil                                                | Michel Mulder                                                     |
| 500 m Sprint         | Michel Mulder                                        | Gwendal Lepivert                                            | Justin Stelly                                                     |
| 10000 m Punkte       | Ewen Fernandez                                       | Alexis Contin                                               | Gary Hekman                                                       |
| 20000 m Ausscheidung | Bart Swings                                          | Fabio Francolini                                            | Alexis Contin                                                     |
| 5000 m Staffel       | Belgien Bart Swings Ferre Spruyt Jore van den Berghe | Italien Lorenzo Cassioli Fabio Francolini Patrizio Triberio | Chile Rolando Ossandom Jorge Reyes Aguilar Ricardo Verdugo Campos |
| Langstrecke          |                                                      |                                                             |                                                                   |
| 42195 m Marathon     | Bart Swings                                          | Andres Muñoz                                                | Ewen Fernandez                                                    |

## Medaillenspiegel
| Platz | Land                | Gold | Silber | Bronze | Gesamt |
| ----- | ------------------- | ---- | ------ | ------ | ------ |
| 1.    | Kolumbien           | 7    | 5      | 2      | 14     |
| 2.    | Italien             | 4    | 8      | 4      | 16     |
| 3.    | Belgien             | 3    | 1      | 1      | 5      |
| 4.    | Niederlande         | 2    | 1      | 3      | 6      |
| 5.    | Südkorea            | 2    | 0      | 2      | 4      |
| 6.    | Neuseeland          | 2    | 0      | 1      | 3      |
| 7.    | Frankreich          | 1    | 2      | 4      | 7      |
| 8.    | Spanien             | 1    | 1      | 0      | 2      |
| 9.    | Argentinien         | 1    | 0      | 2      | 3      |
| 10.   | Volksrepublik China | 1    | 0      | 0      | 1      |
| 11.   | Chinesisch Taipeh   | 0    | 4      | 1      | 5      |
| 12.   | Chile               | 0    | 1      | 2      | 3      |
| 13.   | Deutschland         | 0    | 1      | 0      | 1      |
| 14.   | Vereinigte Staaten  | 0    | 0      | 2      | 2      |